# Campionat d'Espanya de motociclisme de velocitat 1982
La temporada de 1982 del CEV, denominat oficialment Campionat d'Espanya de velocitat,  fou la 33a edició d'aquest campionat, organitzat per la Reial Federació Motociclista Espanyola. El calendari oficial constava de 8 proves puntuables, celebrades entre el 7 de març i el 14 de novembre. Tres de les proves programades es disputaren als Països Catalans: Cullera (7 de març), València (7 de novembre) i Barcelona (14 de novembre).

## Classificació final

### 50cc
| Posició | Pilot                  | Motocicleta      | Punts |
| ------- | ---------------------- | ---------------- | ----- |
| 1       | Jorge Martínez "Aspar" | Bultaco-Metrakit | 84    |
| 2       | Ramon Galí             | Bultaco          | 73    |
| 3       | Daniel Mateos          | Bultaco          | 60    |
| 4       | Joaquim Galí           | Bultaco          | 52    |
| 5       | Vicent Peris           | Kreidler         | 42    |
| 6       | Antonio Molina         | Kreidler         | 41    |
| 7       | José María Baena       | Kreidler         | 26    |
| 8       | José Falla             | Rieju            | 21    |
| 9       | Jesús Gavara           | ?                | 10    |
| 10      | José Cárdenas          | Derbi            | 7     |

### 125cc
| Posició | Pilot                | Motocicleta | Punts |
| ------- | -------------------- | ----------- | ----- |
| 1       | Pedro Cegarra        | Sanvenero   | 81    |
| 2       | Ricardo Tormo        | Sanvenero   | 75    |
| 3       | Andrés Sánchez Marín | MBA         | 62    |
| 4       | José María Baena     | MBA         | 52    |
| 5       | Ángel del Pozo       | MBA         | 35    |
| 6       | Ramiro Blanco        | MBA         | 31    |
| 7       | Ramón Pano           | MBA         | 29    |
| 8       | Vicent Martínez      | ?           | 16    |
| 9       | Manuel Jara          | Bultaco     | 14    |
| 10      | Francisco Amorós     | MBA         | 11    |

### 250cc
| Posició | Pilot          | Motocicleta  | Punts |
| ------- | -------------- | ------------ | ----- |
| 1       | Carles Cardús  | Siroko       | 85    |
| 2       | Mingo Gil      | Yamaha       | 48    |
| 3       | Ricardo Tormo  | Tormo-Bartol | 47    |
| 4       | Quique De Juan | Kobas        | 40    |
| 5       | Pere Xammar    | Kobas-Rotax  | 39    |
| 6       | Toni Boronat   | Vulpes       | 32    |
| 7       | Benjamí Grau   | Yamaha       | 24    |
| 8       | Pedro Parajúa  | Kawasaki     | 24    |
| 9       | Jaume Mestres  | Rotax        | 23    |
| 10      | Toni García    | Kobas-Rotax  | 22    |

### 500cc
| Posició | Pilot                 | Motocicleta | Punts |
| ------- | --------------------- | ----------- | ----- |
| 1       | Andrés Pérez Rubio    | Yamaha      | 59    |
| 2       | Nicolás Huete         | Yamaha      | 40    |
| 3       | Carlos de San Antonio | Suzuki      | 39    |
| 4       | Carlos Morante        | Suzuki      | 37    |
| 5       | Benjamí Grau          | Yamaha      | 29    |
| 6       | Víctor Palomo         | Suzuki      | 23    |
| 7       | Francisco Román       | Yamaha      | 20    |
| 8       | Carlos Cubillo        | Yamaha      | 17    |
| 9       | Jordi Marín           | Yamaha      | 16    |
| 10      | Carlos Griñó          | Yamaha      | 13    |

## Categories inferiors
Font:

### Copa Júnior 80cc
| Posició | Pilot             | Motocicleta | Punts |
| ------- | ----------------- | ----------- | ----- |
| 1       | Champi Herreros   | ?           | 60    |
| 2       | Fernando Casabona | ?           | 44    |
| 3       | Carlos Fornés     | ?           | 24    |

### Copa Júnior 125cc
| Posició | Pilot        | Motocicleta | Punts |
| ------- | ------------ | ----------- | ----- |
| 1       | Pedro Otón   | ?           | 39    |
| 2       | José Giménez | ?           | 38    |
| 3       | José A. Boix | ?           | 26    |

### Copa Júnior 250cc
| Posició | Pilot            | Motocicleta | Punts |
| ------- | ---------------- | ----------- | ----- |
| 1       | Esteban Oliveras | ?           | 52    |
| 2       | José Luis Casado | ?           | 30    |
| 3       | Jesús Vellisca   | ?           | 26    |